# Cephalocera micheneri
Cephalocera micheneri är en tvåvingeart som beskrevs av Hesse 1969. Cephalocera micheneri ingår i släktet Cephalocera och familjen Mydidae. Inga underarter finns listade i Catalogue of Life.